# Five Points (Alabama)
Five Points é uma cidade  localizada no estado americano do Alabama, no Condado de Chambers.

## Demografia
Segundo o censo americano de 2000, a sua população era de 146 habitantes.
Em 2006, foi estimada uma população de 144, um decréscimo de 2 (-1.4%).

## Geografia
De acordo com o United States Census Bureau, a localidade tem uma área de 2,7 km², sem área coberta por água. Five Points localiza-se a aproximadamente 265 m acima do nível do mar.

## Localidades na vizinhança
O diagrama seguinte representa as localidades num raio de 24 km ao redor de Five Points.